# Cédric Gracia
Pour les articles homonymes, voir Gracia.
Cédric Gracia (né le 23 mars 1978 à Pau) est un coureur cycliste français qui a dirigé sa propre structure, la CG Racing Brigade.

## Biographie
Cédric Gracia commence la compétition par le BMX et le ski freestyle avant de se tourner vers le vélo tout terrain. Il est plusieurs fois médaillé lors des Championnats du monde de VTT : en descente (DH) en 1997, en dual slalom en 2001 et en four cross (4X) en 2002. Il a également été Champion du monde de descente junior en 1995 à Kirchzarten.
Très apprécié du public, Cédric Gracia surnommé CG (ses initiales) possède un style de pilotage très fluide et est connu pour faire le spectacle,. Il n'hésite pas à réaliser des figures lors des épreuves officielles : backflip lors d'une série de 4X aux Championnats du monde de 2004 aux Gets, suicide no-hander en Coupe du monde,. Pilote parmi les plus polyvalents de sa génération,, régulièrement engagé en compétition en 4X et DH, il se distingue également sur les plus importants évènements freeride de la planète[réf. nécessaire]. Il a ainsi remporté la Red Bull Rampage 2003 et l'Adidas Slopestyle à Saalbach en 2004.
Son haut niveau, son caractère et sa très bonne gestion de l'image l'ont amené à être un des pilotes les plus médiatisés et appréciés de sa génération. Ce qui lui donne l'occasion en 2008 d'être le rédacteur en chef invité du 20e numéro anniversaire du magazine anglais Mountain Biking UK. Cédric Gracia apparait dans de nombreux films dédiés à ces sports (notamment la série des New World Disorder) et possède de multiples sponsors.
Plusieurs fois gravement blessé au cours de sa carrière, au poignet (fracture du scaphoïde, bascule du semi-lunaire et luxation) aux championnats du monde 2007 à Fort William, et aux genoux (ligaments croisés et ménisque fissuré) en Afrique du Sud lors de l'épreuve de 4X de la coupe du monde lors de la saison 2009, il revient à chaque fois à la compétition. Après une saison 2010 toute en progression, sa saison 2011 le voit retrouver une grande compétitivité. Vainqueur à La Bresse lors de la Nissan European DH Cup, il domine à plusieurs reprises les qualifications des épreuves de DH sur le circuit de la Coupe du monde et termine septième à 0,130 s du podium en Autriche lors de l'épreuve de Leogang.
Il se blesse à nouveau au genou (ligament croisé sectionné, ligament latéral distendu et ménisque écrasé) lors des championnats de France 2011 à Méribel lors de la finale de l'épreuve de descente (après avoir été 7e en qualification).
Après sa convalescence, Cédric Gracia reprend la compétition le 27 novembre 2011 lors de la Mégavalanche de La Réunion. En 2012, lors de la première épreuve de la Coupe du monde de descente à Pietermaritzburg (Afrique du Sud), Cédric domine les essais libres, se classe 7e des qualifications et termine 10e de la manche finale revenant ainsi une fois de plus au plus haut niveau. Sa saison se trouve encore une fois stoppée par une blessure, fractures multiples de la hanche, lors des entraînements chronométrés de la manche de Val di Sole (Italie).
Son retour à la compétition se déroule fin octobre 2012 sur l'Enduro de la Fenasosa, qu'il remporte devant Fabien Barel. Comme en 2011 il se rend à La Réunion pour y disputer la Mégavalanche de La Réunion, qu'il termine à la 3e place.
Il annonce la fin de sa carrière en coupe du monde de descente le 28 juillet 2013, lors de la troisième étape de la saison 2013, à Vallnord, en Andorre, pour se consacrer aux compétitions d'enduro ainsi qu'à la réalisation de vidéos.
Fin 2013, il chute lors des entraînements de la Mégavalanche de La Réunion et se sectionne l'artère fémorale en retombant sur son guidon.
Cédric Gracia participe encore à de nombreuses courses, mais il est surtout présent sur les réseaux sociaux. Fin 2016, il a démarré un Daily Vlog sur Youtube et en 2017 il a lancé un programme d'entraînement sur la base de vidéos enregistrées et de webinars.

## Palmarès en VTT

### Championnats du monde
- Kirchzarten 1995
  -  Médaillé d'or de la descente (Junior)
- Cairns 1996
  -  Médaillé d'argent de la descente (Junior)[14]
- Château-d'Œx 1997
  -  Médaillé de bronze de la descente
- Vail 2001
  -  Médaillé d'argent du dual slalom
- Kaprun 2002
  -  Médaillé d'argent du 4-cross

### Coupe du monde
Descente
3e en 1998 (1 manche)
2e en 2002
2e en 2003 (1 manche)
4e en 2004
Dual-slalom
3e en 1999
2e en 2000 (1 manche)
4-cross
2e en 2002 (1 manche)
2e en 2004
3e en 2005
4e en 2008

### Championnats d'Europe
- Spindleruv Mlyn 1995
  -  Médaillé de bronze de la descente
- Bassano del Grappa 1996
  -  Médaillé de bronze de la descente
- Métabief 1997
  -  Médaillé d'argent du Dual Slalom
- Livigno 2001
  -  Médaillé de bronze de la descente
  -  Médaillé d'or du Dual Slalom

### Championnats nationaux
- Val d'Isère 1995
  - Champion de France de descente
- Le Lioran 1998
  - Champion de France de descente

### Épreuves alternatives
1er de la Mégavalanche de La Réunion 2002
2e de la Red Bull Rampage 2002
1er de la Red Bull Rampage 2003
1er de l'European Adidas Slopestyle Contest - Saalbach-Hinterglemm, 2004
1er de la Valparaíso Cerro Abajo 2007 et 2009
3e de la Mégavalanche de La Réunion 2012 et 2016

## Palmarès en snow bike
- 2025
  -  Médaillé de bronze du championnat du monde de super-G

## Filmographie
- New World Disorder 2 - Fat Tire Fury, 2001
- New World Disorder 3 - Freewheel Burning, 2002
- New World Disorder 5 - Disorderly Conduct, 2004
- New World Disorder 7 - Flying High Again, 2006
- New World Disorder 8 - Smack Down, 2007
- New World Disorder 9 - Never Enough, 2008
- New World Disorder  - Greatest Hits, 2011